# ۱۴۱۴ (آلبوم)
۱۴۱۴ شِشمین آلبوم رسمی و استودیویی شاهین نجفی است که در ۱۴ آوریل سال ۲۰۱۴ (۲۵ فروردین ۱۳۹۳) ارائه شد. این آلبوم دارای چهار ترانه است که همگی از سبک داب، رگی و زیر مجموعه‌های آن‌ها به‌شمار می‌روند. ارائه این آلبوم در این تاریخ خاص (چهاردهم چهارمین ماه سال دو هزار و چهارده میلادی) به مناسبت تولد همسر وی لیلی بازرگان که شاهین نجفی در صفحه رسمی فیس‌بوکش به آن‌ها پرداخته است.

## ترانه‌های آلبوم
این آلبوم در مجموع چهار ترانه دارد که عبارتند از:
| # | نام ترانه | تنظیم کننده | ترانه سرا (یان)                      | سبک                  | زبان               | زمان |
| - | --------- | ----------- | ------------------------------------ | -------------------- | ------------------ | ---- |
| ۱ | آغوش      | مجید کاظمی  | شاهین نجفی                           | رَگِی / داب            | فارسی              | ۳:۴۶ |
| ۲ | لیلی      | مجید کاظمی  | ابراهیم تاتلیس شاهین نجفی ناصر رزازی | دابستپ / اِلِکترو /رگی | تُرکی، کُردی و گیلکی | ۵:۲۵ |
| ۳ | محرمانه   | مجید کاظمی  | سید مهدی موسوی                       | الکترو/داب           | فارسی              | ۴:۵۴ |
| ۴ | متنفرم    | مجید کاظمی  | شاهین نجفی                           | الکترو/ داب          | فارسی              | ۵:۰۲ |